# Немоляєва Світлана Володимирівна
Немоляєва Світлана Володимирівна (рос. Немоляева Светлана Владимировна; 18 квітня 1937, Москва) — радянська і російська акторка театру і кіно. Заслужена артистка РРФСР (1973). Народна артистка РРФСР (1980). Провідна акторка Московського театру ім. В. Маяковського. Знімалася також в українських фільмах.

## Біографія
Народилася 18 квітня 1937 р. в сім'ї кінематографістів. Закінчила Вище театральне училище імені М. С. Щепкіна (1958).
З 1959 року — акторка Московського театру ім. В. Маяковського.
Зіграла у фільмах, телеспектаклях і серіалах понад 120 ролей. Знімалася в українських фільмах. Яскрава характерна і комедійна акторка.
Лауреатка премії «Зірка театрала» в номінації «Легенда сцени» (2012). Лауреатка національної театральної премії «Золота маска» в номінації «Найкраща роль другого плану» за роль Домни Пантеліївни в спектаклі «Таланти і шанувальники» (2013). Лауреатка Російської національної акторської премії ім. А. Миронова «Фігаро» (2013).
Членкиня Спілки театральних діячів СРСР—Росії (з 1962), Союзу кінематографістів СРСР—Росії (з 1980), Російської академії кінематографічних мистецтв «Ніка». Дійсна членкиня Академії проблем безпеки, оборони та правопорядку.

### Родина
- Батько: Немоляєв Володимир Вікторович (1902—1987) — радянський кінорежисер, актор і сценарист.
- Мати: Валентина Львівна Ладигіна (1907—1988), звукооператорка.
- Брат: Немоляєв Микола Володимирович  (1938) — радянський і російський кінооператор, заслужений діяч мистецтв РРФСР (1991).
- Чоловік: Олександр Лазарєв, актор, народний артист РРФСР (1938).
- Син: Олександр Лазарєв, актор, народний артист Росії (1967).

## Фільмографія
(неповна)
- «Близнюки» (1945)
- «Щасливий рейс» (1949)
- «Веселі зірки» (1954)
- «Карнавальна ніч» (1956, епіз.)
- «Євгеній Онегін» (1958, Ольга)
- «Коло» (1972)
- «За годину до світанку» (1973)
- «В очікуванні дива» (1975)
- «Денний поїзд» (1976)
- «Запасний аеродром» (1977, Аріна)
- «Службовий роман» (1977, Рижова)
- «Портрет з дощем» (1977, Віка)
- «Гараж» (1979, Гуськова)
- «Все навпаки» (1981)
- «Про бідного гусара замовте слово» (1981)
- «Шкура віслюка» (1982)
- «Серед білого дня…» (1982)
- «Карантин» (1983)
- «Хабар. З блокнота журналіста В.Цветкова» (1983)
- «Пропоную руку і серце» (1983)
- «Таємниця „Чорних дроздів“» (1983)
- «Останній крок» (1984)
- «І ось прийшов Бумбо...» (1984)
- «Почни спочатку» (1985)
- «По головній вулиці з оркестром» (1986)
- «Візит дами» (1989)
- «Злочин лорда Артура» (1991)
- «Закоханий манекен» (1991)
- «Анна Карамазофф» (1991)
- «Небеса обітовані» (1991)
- «Провінційний бенефіс» (1993)
- «Дрібниці життя» (1992—1995, телесеріал)
- «Гірко!» (1998)
- «Бременські музиканти & Co» (2000)
- «Невдача Пуаро» (2002)
- «Бальзаківський вік, або Всі чоловіки сво…»
- «Ленінградець» (2006)
- «Ідеальна дружина» (2007)
- «Марш Турецького» (2007)
- «Артистка» (2007)
- «Поцілунок крізь стіну» (2010)
- «Будинок без адреси» (2010)
- «Зоя» (2010, телесеріал)
- «День вчителя» (2012)
- «Матусі» (2015, українсько-російський серіал)
- «Мішок без дна» (2017)
- «Ван Гоги» (2018) та ін.

Знялась в українських кінокартинах:
- «Короткі зустрічі» (1967, епіз.)
- «Вторгнення» (1980, акторка)
- «Сімейна справа» (1982, Кіма)
- «4:0 на користь Тетянки» (1982)
- «Стрибок» (1985)

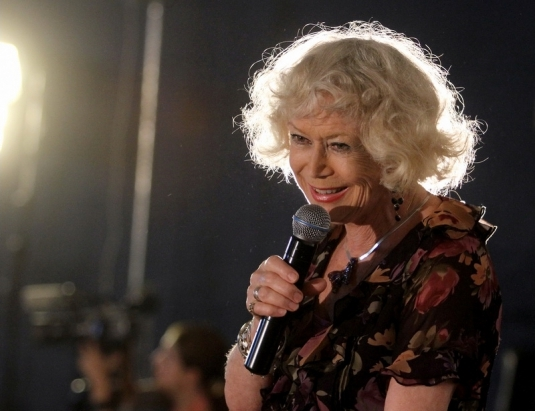
Світлана Немоляєва на Одеському міжнародному кінофестивалі 2012

- «До розслідування приступити» (1987)
- «Рок-н-рол для принцес» (1990, 2 с, відео)
- «Сім сорок» (1992)
- «Тринадцять місяців» (2008, Раіса Микитічна)
- «Коли її зовсім не чекаєш...» (2007, Тетяна)
- «Осінні квіти» (2009, т/c)